# Transita
Transita là một chi bướm đêm thuộc phân họ Tortricinae của họ Tortricidae.

## Các loài
- Transita exaesia Diakonoff, 1976